# Khorog

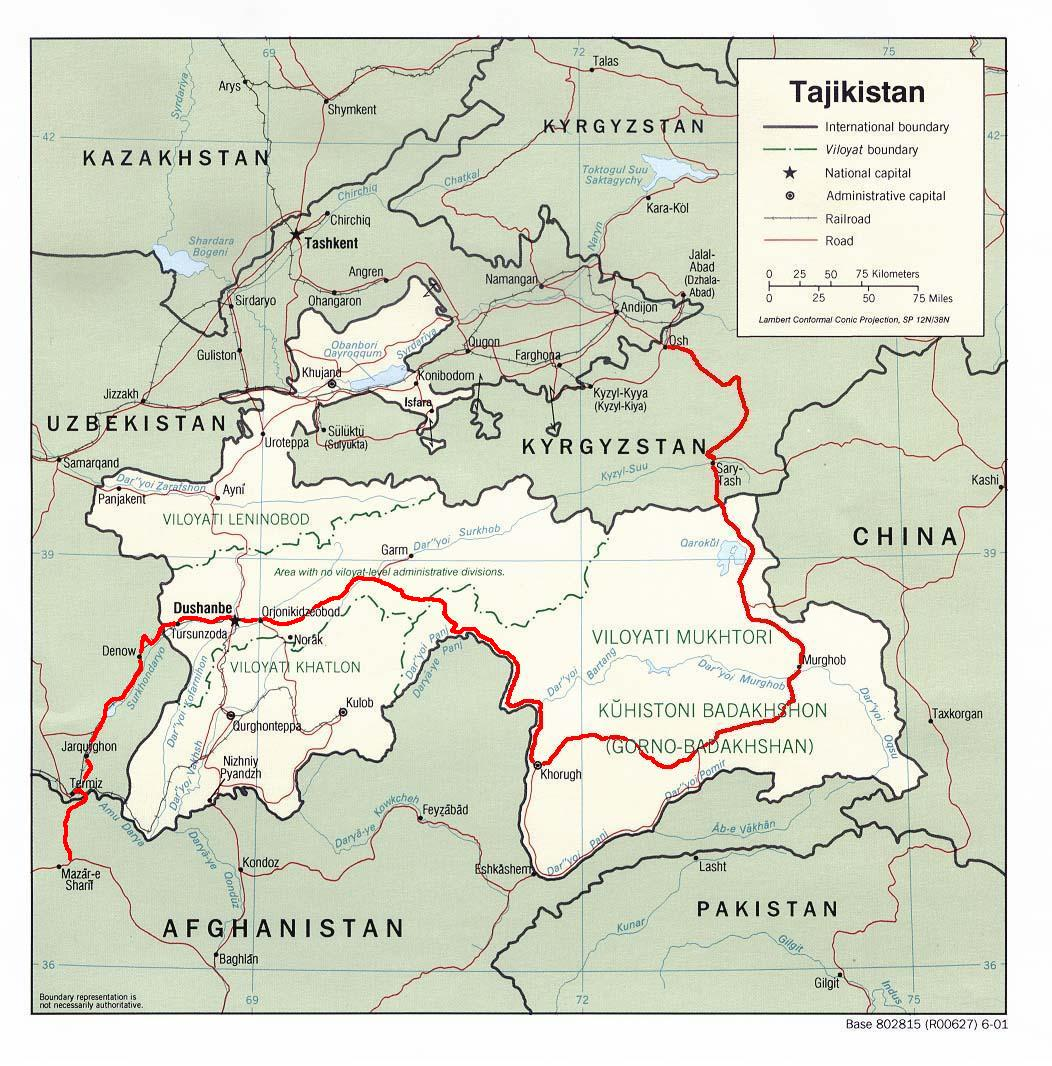
Carte de la route M-41 ou route du Pamir.

Khorog (en russe : Хорог) ou Khorugh (en tadjik : Хоруғ ; également Khoroq, Khorogh, Xoroq) est une ville du Tadjikistan et la capitale du Haut-Badakhchan, une province autonome de la partie orientale du pays. Sa population s'élevait à 28 098 habitants en 2010.

## Géographie
Située à la confluence des rivières Gunt et Piandj, Khorog se trouve à 2 200 mètres d'altitude, ce qui en fait la ville la plus haute du pays et l'une des villes les plus hautes de l'ex-URSS. Elle se trouve d'ailleurs au pied d'une montagne qui culmine à près de 4 500 mètres (à titre de comparaison, le mont Blanc fait 4 806 mètres d'altitude). 
La cité est connue pour ses beaux peupliers qui dominent sa flore.

### Climat
| Mois                                  | jan.       | fév.       | mars       | avril     | mai       | juin      | jui.      | août      | sep.     | oct.      | nov.       | déc.       | année      |
| ------------------------------------- | ---------- | ---------- | ---------- | --------- | --------- | --------- | --------- | --------- | -------- | --------- | ---------- | ---------- | ---------- |
| Température minimale moyenne (°C)     | −10,5      | −7,6       | −0,9       | 5,8       | 9,5       | 12,6      | 15,4      | 15,3      | 10,6     | 4,6       | 0,1        | −6         | 4,1        |
| Température moyenne (°C)              | −6,8       | −3,8       | 2,8        | 10,5      | 15,1      | 19,3      | 22,7      | 22,8      | 18,2     | 10,7      | 4,2        | −2,7       | 9,4        |
| Température maximale moyenne (°C)     | −1,4       | 1,2        | 7,6        | 16,2      | 21,9      | 26,8      | 30,2      | 30,4      | 26,3     | 18,3      | 10,3       | 2,3        | 15,8       |
| Record de froid (°C) date du record   | −27,1 1975 | −28,7 2000 | −17,9 1965 | −7,6 1973 | −1,3 1989 | 1,9 1949  | 2,2 2013  | 5,4 1914  | 1,5 1969 | −7,7 2013 | −13,2 1950 | −24,7 1977 | −28,7 2000 |
| Record de chaleur (°C) date du record | 9,5 1997   | 12,6 2002  | 21,6 2016  | 30,2 2003 | 35 1917   | 36,6 1998 | 37,9 1944 | 38,2 2008 | 36 1959  | 29,5 1931 | 20,5 1915  | 14 2013    | 38,2 2008  |
| Ensoleillement (h)                    | 108        | 103        | 139        | 178       | 223       | 262       | 269       | 275       | 245      | 181       | 144        | 105        | 2 232      |
| Précipitations (mm)                   | 32         | 33         | 33         | 34        | 34        | 14        | 2         | 0,4       | 2        | 12        | 18         | 22         | 236        |

| Diagramme climatique                                  |           |           |           |           |            |           |             |           |           |           |         |
| J                                                     | F         | M         | A         | M         | J          | J         | A           | S         | O         | N         | D       |
| −1,4−10,532                                           | 1,2−7,633 | 7,6−0,933 | 16,25,834 | 21,99,534 | 26,812,614 | 30,215,42 | 30,415,30,4 | 26,310,62 | 18,34,612 | 10,30,118 | 2,3−622 |
| Moyennes : • Temp. maxi et mini °C • Précipitation mm |           |           |           |           |            |           |             |           |           |           |         |

## Population
Recensements (*) ou estimations de la population :
| 1959* | 1970*  | 1979*  | 1989*  |
| ----- | ------ | ------ | ------ |
| 8 218 | 12 295 | 17 843 | 20 318 |

| 2000*  | 2010*  | 2013   | - |
| ------ | ------ | ------ | - |
| 27 421 | 28 098 | 28 600 | - |

## Transports
À l'époque soviétique, Khorog était reliée à Douchanbé par une vieille route, longue de 527 km, qui franchissait le col de Khaburobod ; elle n'était accessible que pendant l'été. Une nouvelle route, longue de 610 km, relie désormais toute l'année Khorog à Kulob et Douchanbé via Qalai Khumb. Khorog est également reliée à la ville d'Och, au Kirghizistan, par une route ouverte seulement pendant l'été et qui franchit le col de Kulma, à la frontière chinoise. La ville dispose d'un aérodrome avec une piste unique, l'aérodrome de Khorog.